# Hemimetabolismo

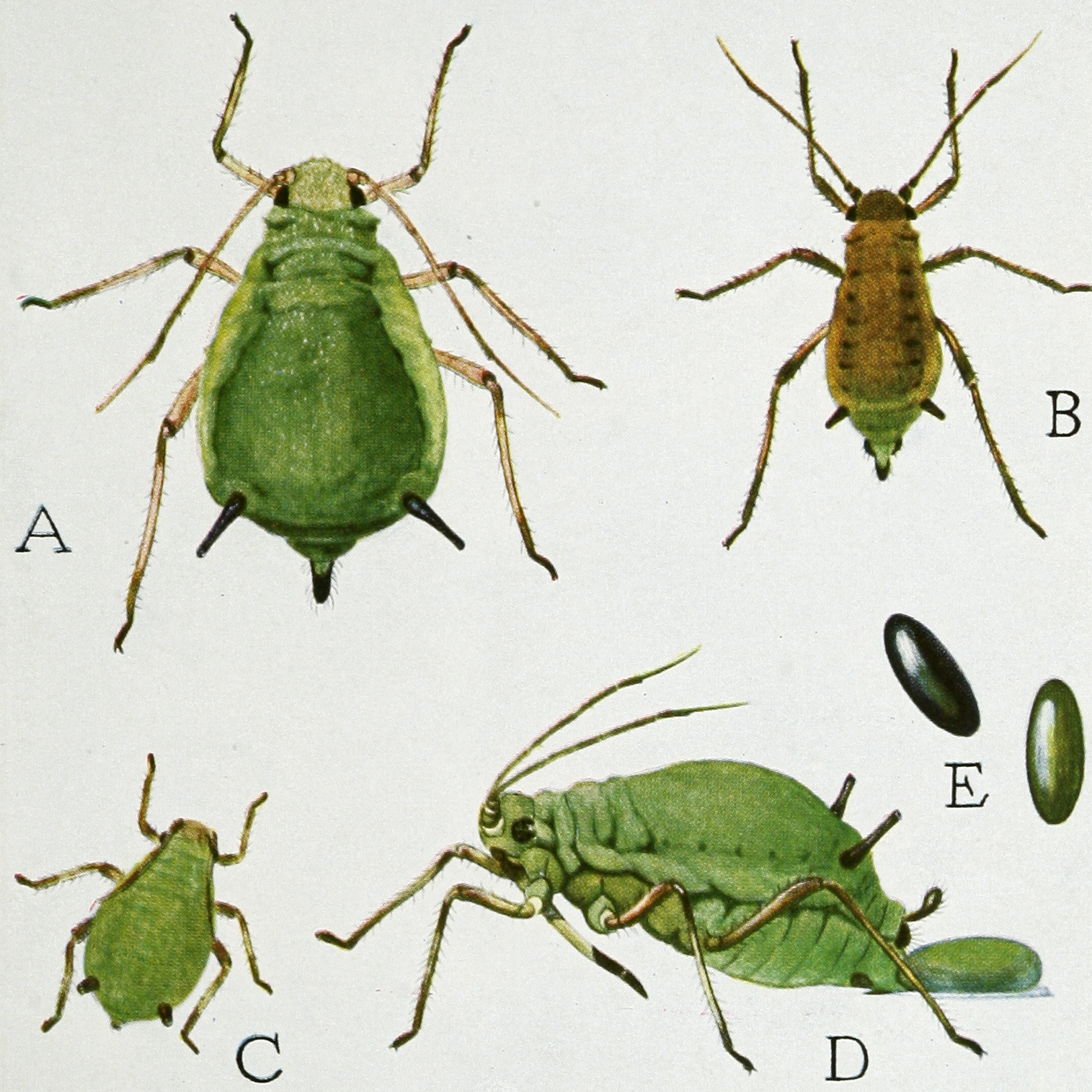
Metamorfose incompleta

Hemimetabolia (também conhecido por paurometabolia, heterometabolía, metamorfose incompleta, metamorfose simples) é um termo usado para descrever o modo de desenvolvimento de determinados insectos que inclui três fases distintas: o ovo, a ninfa e o estágio adulto ou imago. Este tipo de metamorfose envolve alterações graduais e não apresenta a fase de pupa. Um tipo de desenvolvimento indireto, com metamorfose, característica de muitos artrópodes. Um tipo de metamorfose, onde as ninfas e os adultos não diferem quanto à forma e estilo de vida, havendo porém mudanças graduais e inconspícuas no tamanho, desenvolvimento dos ocelos e, finalmente, formação de asas e genitália. Exemplos podem ser encontrados em Orthoptera, Hemiptera, Homoptera. O desenvolvimento dos insetos da ordem Hemiptera é por Hemimetabolia. A ordem Thysanoptera tem seu desenvolvimento por hemimetabolia ou remetabolia.
Nas ordens Orthoptera, Hemiptera, Blattodea e Isoptera, o inseto assemelha-se ao adulto, mas não apresenta asas e tem os órgãos genitais imaturos (não há pupa). Alguns cientístas consideram Hemimetabolia apenas quando as formas jovens são aquáticas (náiades) e os adultos têm hábitos terrestres, como em Odonata, Ephemeroptera. Ovo é a fase em que se encontra o inseto antes de seu nascimento. A fase de ninfa ocorre logo após o nascimento, com o inseto apresentando características de um adulto, porém ainda pouco desenvolvidas. Imago é a última fase do desenvolvimento desse inseto, tendo todas as estruturas do inseto desenvolvidas.